# Bandera de Apulia
La bandera de Apulia es uno de los símbolos oficiales de la región de Apulia, Italia. La bandera actual fue adoptada el 10 de agosto de 2001, pero fue modificada en 2011 tras la formación de la provincia de Barletta-Andria-Trani en 2009.

## Simbolismo
Las palabras Regione Puglia ("Región de Apulia") aparecen en letras doradas en la parte superior de la bandera. El escudo de armas de Apulia, un escudo sobre una corona, está debajo de las letras. El escudo, montado por la corona de Federico II, está compuesto por:
- Seis besantes (monedas) en la parte superior, que representan las seis provincias de Apulia; antes de la creación de la provincia de Barletta-Andria-Trani en 2009, solo había cinco bezantes;[1][3]
- Un octógono, que representa el Castel del Monte construido por Federico II;
- Un olivo, símbolo de paz y fraternidad y una característica común del campo de Apulia.

Las franjas de color verde y rojo, sobre el fondo blanco, son una referencia a la bandera nacional de Italia.

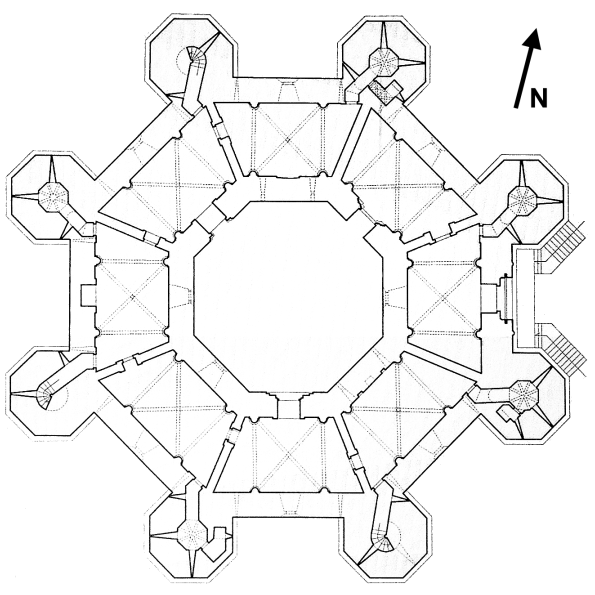
El plano octagonal del Castel del Monte.